# Луцій Постумій Альбін (консул 234 року до н. е.)
Луцій Постумій Альбін (лат. Lucius Postumius Albinus); ? — 216 до н. е.) — політичний, державний та військовий діяч Римської республіки, триразовий консул, 234, 229, 215 років до н. е.

## Життєпис
Походив з патриціанського роду Постуміїв. Син Авла Постумія Альбіна, консула 242 року до н. е. Про молоді роки немає відомостей.
У 234 році до н. е. Луція Пстумія обрано консулом разом з Спурієм Карвілієм Максимом Ругою). З успіхом воював проти лігурів, проте не отримав від сенату право на тріумф.
У 233 або 228 році до н. е. обіймав посаду претора. У 229 році до н. е. його вдруге обрано консулом, цього разу разом з Гнеєм Фульвієм Центумалом. У цей час тривала війна проти Тевти, царя ілліриків. З потужним військом перебрався з Брундізія до Керкіри, де з'єднався зі своїм колегою по консульству. З успіхом діяв проти ілліриків на суходолі, захопивши Аполлонію, Епідамн, Іссу. Водночас домігся невтручання в Іллірійську війну Етолійського та Ахейського союзів.
Під час Другої Пунічної війни у 216 році до н. е. обрано претором. З 1-м легіоном рушає на північ Італії — до Цізальпійської Галлії, щоб посіяти невпевненість серед галлів, найманців Ганнібала. Луція Постумія втретє обрано консулом 215 року до н. е. Проте повноцінно не встиг вступити в керування легіонами, оскільки загинув у битві з галльським племенем бойїв у лісі Літані.